# 聖安德烈斯-德圖皮科查區
12°00′07″S 76°28′29″W / 12.0019°S 76.4746°W
聖安德烈斯-德圖皮科查區（西班牙語：Distrito de San Andrés de Tupicocha）是秘魯的一個區，位於該國中南部利馬大區的瓦羅奇里省，始建於1943年12月31日，面積83.4平方公里，海拔高度3,606米，2005年人口1,471，人口密度每平方公里18人。